# Mocidade Júlio Mesquita
A Mocidade Júlio Mesquita é uma escola de samba da cidade de Bragança Paulista, no interior do estado brasileiro de São Paulo.

## Segmentos

### Presidentes
| Nome                            | Mandato        | Ref.  |
| ------------------------------- | -------------- | ----- |
| Manriet Quarteroni Pires "Tata" | ? - atualidade | [ 2 ] |

### Diretores
| Ano  | Diretor de Carnaval | Diretor geral de harmonia | Mestre de bateria | Ref.  |
| ---- | ------------------- | ------------------------- | ----------------- | ----- |
| 2011 |                     |                           | Twony             | [ 2 ] |
| 2017 |                     |                           |                   |       |

### Coreógrafo
| Ano  | Nome | Ref. |
| ---- | ---- | ---- |
| 2017 |      |      |

### Casal de Mestre-sala e Porta-bandeira
| Ano  | Nome                                                   | Ref.  |
| ---- | ------------------------------------------------------ | ----- |
| 2011 | Luisinho Antonio Batista Cruz e Caroline Fagundes Cruz | [ 2 ] |
| 2017 |                                                        |       |

### Rainhas de bateria
| Período | Rainha | Madrinha | Ref. |
| ------- | ------ | -------- | ---- |
| 2017    |        |          |      |

## Carnavais
| Ano  | Colocação            | Grupo        | Enredo | Carnavalesco                     | Intérprete   | Ref   |
| ---- | -------------------- | ------------ | --- | -------------------------------- | ------------ | ----- |
| 1995 | Campeã               | Acesso       | Sem Real Reciclamos o Carnaval | Júlio Carioca                    |              |       |
| 1996 | 5° colocada          | Especial     | Dança Brasil | Alexandre Colla                  |              |       |
| 1997 | Não Houve julgamento | Acesso       | Sanduíche | Júlio Carioca e Sodinha          |              |       |
| 1998 | Não desfilou         | Não desfilou | Não desfilou | Não desfilou                     | Não desfilou |       |
| 1999 | 4° colocada          | Especial     | Disque 0900 | Alexandre Colla                  |              |       |
| 2000 | 5° colocada          | Especial     | Palmares, Ideal da Liberdade, brasil Fala a Verdade | Magda Regina                     |              |       |
| 2001 | Vice-Campeã          | Acesso       | O Bem e o Mal, os Caminhos da Vida | Magda Regina                     |              |       |
| 2002 | Vice-Campeã          | Acesso       | Êxtase | Bianca Coreno Barboza            |              |       |
| 2003 | Vice-Campeã          | Acesso       | A Mocidade é Trabalho | Bianca Coreno Barboza            |              |       |
| 2004 | Vice-Campeã          | Acesso       | Falem Bem, Falem Mal, Mas Falem de Mim | João do Pandeiro                 |              |       |
| 2005 | Vice-Campeã          | Acesso       | Água: Fonte Divina, Espelho da Mãe Natureza | Comissão de Carnaval             |              |       |
| 2006 | 4° colocada          | Acesso       | Mocidade Com Alegria no Mundo da Fantasia | Luiz Carlos Medeiros             |              |       |
| 2007 | Vice-Campeã          | Acesso       | Teatrum Contidus Urbis | Rowana Russo e Alexandre Martins |              |       |
| 2008 | 3° colocada          | Acesso       | O Leão Rugiu, a Mocidade Cantou e Encantou na Avenida Mostrando Que a Felicidade Tem Preço!                                                                  | Rafael de Oliveira               |              |       |
| 2009 | Vice-Campeã          | Acesso       | Faça Esta Viagem com a Mocidade Através do Folclóre Brasileiro                                                                                               | Comissão de Carnaval             |              |       |
| 2010 | 3° colocada          | Acesso       | Da Elite ao Popular, da Inglaterra Para o Mundo e do Mundo Para o Palco da Folia: É Sanduíche ta na Boca do Povão                                            | Sérgio Júnior                    |              |       |
| 2011 | 4° colocada          | Acesso       | Entre Vitórias e Conquistas és a Estrela que Mais Brilha: Brasil, o País do Futebol Compositores:Andrei Mocidade, Zi Medeiros, André Lopes e Rafael Calazans | Rafael de Oliveira               |              | [ 2 ] |
| 2012 | 3° colocada          | Acesso       | Abrindo os Portais da Imensidão a Mocidade vem Mostrar o Mundo da Imaginação                                                                                 | Sérgio Júnior                    |              |       |
| 2013 | Vice-Campeã          | Acesso       | Mocidade Sorria, São 20 Anos de Alegria! | Sérgio Júnior                    |              |       |
| 2014 |                      | Acesso       | |                                  |              |       |
| 2015 |                      | Acesso       | |                                  |              |       |
| 2016 |                      | Acesso       | |                                  |              | [ 3 ] |
| 2017 | Vice-Campeã          | Acesso       | |                                  |              |       |
| 2018 | Vice-Campeã          | Acesso       | Cacau |                                  |              |       |
| 2019 | Campeã               | Acesso       | |                                  |              |       |